# Uichang-dong
Uichang-dong (koreanska: 의창동) är en stadsdel i staden Changwon i provinsen Södra Gyeongsang i den sydöstra delen av Sydkorea, 300 km sydost om huvudstaden Seoul. Den ligger i stadsdistriktet Uichang-gu.
Changwons järnvägsstation ligger i Uichang-dong.